# 霍华德·奥马利
霍华德·奥马利（Howard O'Melley，1954年5月29日—），是一位德国男作曲家、作词家、和指挥家，在1980年代初，开始从事音乐创作的工作。此前他主修法律专业，长期在法国生活、工作。其最著名的音乐专辑是《比斯卡亚乐队演奏：飘洋过海浪漫曲（Biscaya）》，1987年在德国发售。中国中央电视台CCTV曾在2012年5月9日播出过霍华德·奥马利演奏Biscaya的音乐会录像。